# Paternáin
Paternáin en espagnol et Baternain en basque est un village situé dans la commune de Cendea de Cizur dans la Communauté forale de Navarre, en Espagne. Il est doté du statut de concejo.
Paternáin est situé dans la zone linguistique mixte de Navarre.